# KwaZulu-Natal
KwaZulu-Natal – prowincja Południowej Afryki zamieszkana głównie przez ludność wywodzącą się z grupy ludów Bantu. Powstała w 1994 roku w wyniku włączenia bantustanu KwaZulu do prowincji Natal. Największe miasto i zarówno ośrodek przemysłowy to Durban. W latach 1839–1843 istniała na tym terytorium republika burska o nazwie Natal. Prowincja stanowi tradycyjną ojczyznę Zulusów.

## Główne miasta
| Lp. | Miasto           | Dystrykt      | Liczba ludności (2017) |
| --- | ---------------- | ------------- | ---------------------- |
| 1.  | Durban           | eThekwini     | 2 729 000              |
| 2.  | Pietermaritzburg | uMgungundlovu | 750 845                |
| 3.  | Vryheid          | Zululand      | 150 012                |
| 4.  | Port Shepstone   | Ugu           | 52 793                 |
| 5.  | Ladysmith        | Uthukela      | 47 375                 |
| 6.  | Ulundi           | Zululand      | 20 753                 |

## Podział administracyjny

Podział prowincji

Prowincja KwaZulu-Natal dzieli się na 10 dystryktów, które z kolei dzielą się na 50 gmin.
- Ugu
  - Vulamehlo
  - uMdoni
  - Umzumbe
  - uMuziwabantu
  - Ezingoleni
  - Hibiscus Coast
- uMgungundlovu
  - uMshwathi
  - uMngeni
  - Mpofana
  - Impendle
  - Msunduzi
  - Mkhambathini
  - Richmond
- Uthukela
  - Emnambithi-Ladysmith
  - Indaka
  - Umtshezi
  - Okhahlamba
  - Imbabazane
- Umzinyathi
  - Endumeni
  - Nquthu
  - Msinga
  - Umvoti
- Amajuba
  - Newcastle
  - eMadlangeni
  - Dannhauser
- Zululand
  - eDumbe
  - uPhongolo
  - Abaqulusi
  - Nongoma
  - Ulundi
- Umkhanyakude
  - Umhlabuyalingana
  - Jozini
  - Big Five False Bay
  - Hlabisa
  - Mtubatuba
- uThungulu
  - Mbonambi
  - uMhlathuze
  - Ntambanana
  - uMlalazi
  - Mthonjaneni
  - Nkandla
- iLembe
  - Mandeni
  - KwaDukuza
  - Ndwedwe
  - Maphumulo
- Sisonke
  - Ingwe
  - Kwa Sani
  - Greater Kokstad
  - Ubuhlebezwe
  - Umzimkhulu